# محوطه سرخ‌دم
محوطۀ سرخ‌دم مربوط به دوران فرادیرینه‌سنگی - دوره نوسنگی است و در شهرستان کوهدشت، بخش مرکزی، دهستان کوهدشت شمالی، روستای سرخ دم واقع شده و این اثر در تاریخ ۲۸ اسفند ۱۳۸۵ با شمارهٔ ثبت ۱۸۴۸۱ به‌عنوان یکی از آثار ملی ایران به ثبت رسیده است.